# Mnioes albispina
Mnioes albispina är en stekelart som först beskrevs av Cameron 1886.  Mnioes albispina ingår i släktet Mnioes och familjen brokparasitsteklar. Inga underarter finns listade i Catalogue of Life.